# Dai (période des Royaumes combattants)
Pour les articles homonymes, voir Dai.
228 av. J.C – 222 av. J.C
Entités précédentes :
- Zhao

Entités suivantes :
- Dynastie Qin

L'état de Dai (chinois simplifié : 代国 ; chinois traditionnel : 代國 ; pinyin : Dàiguó ; Wade : Tai-kuo) est un état éphémère ayant existé entre 228 et 222 av. J.-C. , pendant la Période des Royaumes combattants de l’histoire de la Chine.
Le Dai nait après la conquête de l'état de Zhao par le Qin. Le prince Zhao Jia (en), qui est le frère aîné du roi Youmiu (en) du Zhao, s’enfuit avec les dernières troupes encore fidèles au royaume déchu et part se réfugier dans la commanderie de Dai (en), soit seul territoire du Zhao a ne pas avoir été envahi par les troupes Qin. Là, Zhao Jia est proclamé nouveau roi de Zhao par ses compagnons d'exil. Son État-croupion est conquis en l'an 222 avant notre ère par le Qin, lors de ses campagnes contre le Yan.
Les ruines de la capitale du Dai sont préservées dans l'actuel Xian de Yu, au Hebei, sous le nom de « Ville du Roi de Dai » (代 王 城).

## Galerie

Ruines de l’ancienne capitale du Dai, Xian de Yu, Hebei
Ruines de l’ancienne capitale du Dai, Xian de Yu, Hebei

## Voir également
- Roi de dai (en)
- Zhao Jia (en)